# ناثائل جولان
ناثائل جولان (انگلیسی: Nathaël Julan; ۱۹ ژوئیهٔ ۱۹۹۶ – ۳ ژانویهٔ ۲۰۲۰) بازیکن فوتبال اهل فرانسه بود که در پست مهاجم بازی می‌کرد.
از باشگاه‌هایی که در آن بازی کرده‌است می‌توان به باشگاه فوتبال لو آور و باشگاه فوتبال گنگام اشاره کرد.
جولان در 3 ژانویه 2020 بر اثر تصادف رانندگی درگذشت.